# Det Naturliga Steget
Det Naturliga Steget (The Natural Step) är en ideell förening, grundades 1989 av Karl-Henrik Robèrt, som är inriktad på att ge rådgivning inom miljöfrågor och ett hållbart samhälle.

## De fyra systemvillkoren
Det Naturliga Steget   har i samarbete med forskare  tagit fram fyra systemvillkor för hållbar utveckling:
- Förhindra koncentrationsökning av ämnen från berggrunden i naturen.
- Förhindra koncentrationsökning av ämnen från samhällets produktion i naturen.
- Inte utsätta naturen för undanträngning med fysiska metoder.
- Inte skapa något som systematiskt förhindrar människor att tillgodose sina behov.